# Curbs
Curbs ist ein österreichisches Brit-Pop-Duo aus Wien.

## Geschichte
Die Wiener Band Curbs wurde 1999 von Alex Wunderbar (früher bei der Hip-Hop-Band Schönheitsfehler) und Alex Bunf (als DJ Bunf im Wiener Club Chelsea aktiv) gegründet. Der Bandname leitet sich von den Begrenzungsstreifen von Rennstrecken ab, die auf Englisch „Curbs“ (dt. „Bordstein“) genannt werden. Nach dem Beginn in klassischer Bandbesetzung entschieden sich die beiden, als Duo weiterzumachen. Alex Wunderbar ist zuständig für die Musik und Alex Bunf der Liedtexter. Bei Livekonzerten wird das Duo von diversen Gastmusikern unterstützt. Im Sommer 2000 begannen sie mit der Aufnahme von Demos und spielten ihren ersten Gig im Shelter. Bereits zu diesem frühen Karrierezeitpunkt wurden sie vom alternativen Radiosender FM4 entdeckt, die zusammen mit gotv die Band fördern.
2001 erschien die erste Single Flower, die die Gruppe in den legendären Abbey Road Studios aufnehmen durfte. Das Mastering übernahm Chris Blair. 2002 folgte die zweite Single 1981. 2002 trat die Band auf dem Gürtel Nightwalk Festival auf und unterschrieb einen Plattenvertrag bei Mario Rossoris Pate Records. 2003 erschien ihr Debütalbum Change Everything. Zu Music wurde ein Musikvideo gedreht. Im gleichen Jahr tritt das Duo auf dem Nuke Festival, dem Donauinselfest und dem Frequency Festival auf und spielte als Support für Blur vor etwa 4.000 Fans im ausverkauften Wiener Gasometer. Im gleichen Jahr erschien die Single Sun Die Band wurde außerdem bei der Amadeus-Verleihung 2003 für einen FM4 Award in der Kategorie Alternative nominiert.
2004 erschien die Single Future Sound. Als Vorgruppe traten Curbs für Adam Green und Ash auf. 2007 erschien das zweite Album Out of Sight, auf dem namhafte Musiker wie Christian Eigner und Erwin Bader als Gäste vertreten sind. 2009 folgte das Drittwerk City of Dreaming Spires. Produzent war Mark Gardener, ehemaliger Sänger von der New-Wave-Band Ride. 2010 legte Pate records die Kompilation Decade nach, die 30 Lieder der Band versammelt.
2012 erschien das Album Colours, erstmals über das eigene Independent-Label Wunderbar Records.

## Stil
Curbs gehören der kleinen Britpop-Szene Österreichs an und sind sowohl von der neueren Welle des Britpops um Oasis und Blur inspiriert, als auch von den UK-Pop-Größen der 1960er wie The Rolling Stones und The Beatles beeinflusst, wobei insbesondere die neueren Werke mehr im Pop angesiedelt sind.

## Diskografie

### Studioalben
- 2003: Change Everything (Pate Records)
- 2007: Out of Sight (Pate Records)
- 2009: City of Dreaming Spires (Pate Records)
- 2012: Colours (Wunderbar Records)
- 2020: Too Big to Fail (Konkord)

### Kompilationen
- 2010: Decade (Pate Records)

### Singles
- 2001: Flower
- 2002: 1981
- 2003: Sun
- 2004: Future Sound